# Frodo Baggins
Frodo Baggins – fikcyjna postać, główny bohater powieści Władca Pierścieni J.R.R. Tolkiena. Wzmianki o nim pojawiły się także w innych utworach z legendarium tego autora.
Frodo był hobbitem z Shire’u, któremu jego krewny, Bilbo Baggins, powierzył dający niewidzialność pierścień. Przyjaciel Froda i Bilba, czarodziej Gandalf, odkrył, że klejnot był w rzeczywistości Jedynym Pierścieniem, złowrogim artefaktem należącym do Saurona. Frodo wyruszył wówczas w podróż, której celem jest zniszczenie Jedynego Pierścienia.

## Fikcyjna biografia

### Narodziny i młodość
Frodo urodził się 22 września 2968 r. Trzeciej Ery (1368 r. kalendarza Shire’u) jako syn Drogo Bagginsa i Primuli Baggins (z domu Brandybuck). Gdy miał 12 lat, jego rodzice utonęli w trakcie podróży łódką po Brandywinie. Frodo zamieszkał wówczas w Brandyhallu z rodziną matki. Zaprzyjaźnił się wtedy z hobbitami w podobnym wieku: Pippinem Tukiem, Merrym Brandybuckiem, Folko Boffinem i Fredegarem Bolgerem.
W 2989 r. Trzeciej Ery Bilbo Baggins zdecydował, że jego spadkobiercą będzie Frodo. Młody hobbit przeprowadził się wówczas do Bag End w Hobbitonie.

### Życie w Shire
Frodo podzielał zainteresowania Bilba zarówno w zakresie historii elfów, jak i dalekich pieszych wędrówek. Dwaj hobbici byli bardzo ze sobą zżyci; cieszyli się także przyjaźnią Gandalfa.
22 września 3001 r. Trzeciej Ery odbyło się przyjęcie urodzinowe Bilba (obchodzącego 111. rocznicę urodzin) i Froda (kończącego 33. lata, czyli wchodzącego w dorosłość, tak jak ją rozumieli hobbici). Uroczystość zakończyła się niespodziewanym zniknięciem Bilba, który wyruszył w podróż do Rivendell. W ten sposób Frodo stał się panem Bag End i całego majątku Bilba, w tym zapewniającego niewidzialność pierścienia.
Przez następne 17 lat Frodo prowadził życie bogatego kawalera. W 3018 r. Trzeciej Ery został odwiedzony przez Gandalfa, który opowiedział mu wówczas historię pierścienia Bilba. Przedmiot ten okazał się być Jedynym Pierścieniem, stworzonym przez Saurona w Drugiej Erze, by zniewolić ludy Śródziemia. Gandalf był w stanie odtworzyć losy artefaktu i stwierdzić, że Sauron rozpoczął jego poszukiwania.

### Podróż do Rivendell
Pod wpływem opowieści Gandalfa Frodo zdał sobie sprawę, że obecność jego i Pierścienia w Hobbitonie stwarza zagrożenie dla hobbitów. Podjął wówczas decyzję o podróży do Rivendell. W towarzystwie swojego ogrodnika, Sama Gamgee oraz Pippina i Merry’ego opuścił ojczyznę, unikając złowrogich Czarnych Jeźdźców, poszukujących Bagginsa i Shire.
Dla skrócenia drogi hobbici zdecydowali się przejść przez Stary Las. Natknęli się tam na wiele niebezpieczeństw, z których dwukrotnie zostali uratowani dzięki interwencji Toma Bombadila.
Po dotarciu do gospody Pod rozbrykanym kucykiem w Bree Frodo zastał list od Gandalfa. Spotkał tam także tajemniczego mężczyznę, przedstawiającego się jako Obieżyświat, zainteresowanego czterema podróżującymi hobbitami. Nieznajomy okazał się być Aragornem, opisanym w liście Gandalfa do Froda jako osoba godna zaufania. Aragorn poprowadził hobbitów do Rivendell. Dzięki niemu cała czwórka dotarła do siedziby Elronda, choć Frodo został ciężko ranny w trakcie ataku Czarnych Jeźdźców na Wichrowy Czub.

### Drużyna Pierścienia
Frodo wrócił w Rivendell do zdrowia. Dzięki opiece Elronda mógł spotkać się z Bilbem i wziąć udział w naradzie, dotyczącej Pierścienia i Saurona. Gdy stwierdzono, że Pierścień musi być zniszczony w ogniach Orodruiny, Góry Przeznaczenia, Frodo zadeklarował, że podejmie się tego zadania. Na jego towarzyszy wyznaczono 8 osób, razem tworzących Drużynę Pierścienia.
Przed wyruszeniem w drogę Frodo otrzymał od Bilba skarby starego hobbita: miecz Żądło oraz kolczugę z mithrilu.
Droga grupy pierwotnie miała wieść przez Góry Mgliste, ale zamieć śnieżna i atak wargów zmusiły Drużynę do przejścia przez Morię. Dziewięciu zostało tam zaatakowanych przez orków, trolla oraz balroga. Frodo przeżył to starcie dzięki kolczudze od Bilba.
Po upadku Gandalfa i opuszczeniu Morii Aragorn poprowadził pozostałych członków Drużyny do Lorien. Władczyni tej krainy, Galadriela, zachęciła Frodo do spojrzenia w jej zwierciadło. Pod wpływem ujrzanych wówczas wizji Frodo chciał oferować władczyni elfów Jedyny Pierścień. Galadriela oparła się jednak pokusie, jednocześnie ujawniając hobbitowi, że jest powierniczką jednego z Trzech Pierścieni.
Gdy Drużyna Pierścienia opuszczała Lorien, Frodo otrzymał w darze od Galadrieli elfi płaszcz i flakonik ze światłem gwiazdy Earendila.

### Rozstanie z Drużyną Pierścienia
W trakcie postoju na Parth Galen Drużyna Pierścienia miała podjąć decyzję co do dalszej podróży. Frodo czuł, że dla dobra misji i pozostałych członków Drużyny Pierścienia dalszą drogę musi odbyć samotnie. W przekonaniu tym utwierdził go atak Boromira, który owładnięty mocą Pierścienia chciał odebrać Frodowi klejnot. Hobbit zdołał uciec pod osłoną niewidzialności i uniknąć spotkania zarówno z Drużyną, jak i czającymi się w zasadzce Uruk-hai. Jedynie Sam odgadł zamiary Frodo i zdołał go przekonać, by wspólnie podróżowali do Mordoru.

### Podróż do Mordoru
Niemal na początku swojej podróży Frodo i Sam zostali zaatakowani przez Golluma, potajemnie śledzącego Drużynę Pierścienia od Morii. Stwór usiłował odebrać Frodowi klejnot, ale hobbit zdołał obezwładnić Golluma i wymóc na nim posłuszeństwo i pomoc w podróży do Mordoru. Gollum poprowadził hobbitów do Czarnej Bramy, a gdy ta okazała się zamknięta, wskazał im inną trasę.
Trójka wędrowców została schwytana w Ithilien przez oddział strażników pod wodzą Faramira. Brat Boromira dowiedział się wówczas, że Frodo jest powiernikiem Jedynego Pierścienia. Oparł się jednak pokusie odebrania tego przedmiotu hobbitowi; wbrew rozkazom Denethora puścił także całą trójkę wolno i wyposażył ich w zapasy.
Dalsza droga prowadziła przez Cirith Ungol. Hobbici zostali tam zaatakowani przez pajęczycę Szelobę. Gollum od początku planował to spotkanie, mając nadzieję, że Szeloba, zająwszy się Frodo i Samem, zostawi dla niego Pierścień.
Samowi udało się odeprzeć atak pajęczycy, używając Żądła i flakoniku od Galadrieli, Frodo nie uniknął jednak obezwładnienia przez Szelobę. Sam, uznawszy Frodo za zmarłego, z żalem zostawił go, zabrał Pierścień i wyruszył w samotną drogę.

### Podróż do Orodruiny
Wkrótce jednak Sam przekonał się, że Frodo był jedynie nieprzytomny i że został zabrany przez oddział orków na przesłuchanie. Samowi udało się uratować Frodo i zwrócić mu Pierścień. Hobbici, przebrani za orków, kontynuowali podróż do Orodruiny, śledzeni przez Golluma.
Po przybyciu do Góry Przeznaczenia Frodo, wyczerpany fizycznie i psychicznie, poddał się woli Pierścienia i odmówił jego zniszczenia. Został wtedy zaatakowany przez Golluma, chcącego odzyskać klejnot. W trakcie walki Gollum odgryzł palec Froda i zdołał odebrać mu Pierścień. Stwór potknął się jednak i wraz z Pierścieniem spadł w ogień Orodruiny. Frodo i Sam wydostali się wówczas na zewnątrz góry, gdzie zostali uratowani przez orły, wysłane przez Gandalfa.

### Po Wojnie o Pierścień
Po koronacji Aragorna Frodo i pozostali hobbici wrócili do Shire. Okazało się wówczas, że pod ich nieobecność kraj był rządzony przez Lotho Sackville-Bagginsa, a następnie przez Sharkeya, którzy doprowadzili ojczyznę hobbitów do ruiny. Frodo wraz z towarzyszami zdołali przywrócić porządek w Shire i obalić Sharkeya (w rzeczywistości Sarumana, który uciekł z Orthanku po ataku entów).
Frodo mieszkał w Hobbitonie dwa lata po zakończeniu Wojny o Pierścień. W tym czasie był krótko burmistrzem Shire, a także zajmował się spisywaniem wspomnień ze swoich podróży. Przeżycia hobbita, a także rany, jakich doznał, nie pozwalały mu jednak cieszyć się życiem.
Ostatecznie w 3021 r. Trzeciej Ery Frodo udał się z Bilbem do Szarych Przystani. Hobbici, jako Powiernicy Pierścienia, zajęli wówczas miejsce na statku płynącym do Valinoru; towarzyszyli im także Elrond, Gandalf i Galadriela. Wcześniej Frodo uczynił Sama swoim spadkobiercą, pozostawiając mu Bag End oraz zapiski z podróży hobbitów.

### Genealogia
Frodo określał Bilbo Bagginsa mianem wuja. W rzeczywistości jednak Frodo był jego ciotecznym siostrzeńcem (i zarazem stryjecznym bratankiem).
Frodo był także spokrewniony z Merrym i Pippinem. Ich wspólnym przodkiem był Gerontius Tuk.
| Osoba                                       | Rodzice                                       | Dziadkowie                                     |
| ------------------------------------------- | --------------------------------------------- | ---------------------------------------------- |
| Frodo Baggins (ur. 2968 TE, zm. po 3021 TE) | Drogo Baggins (ur. 2908 TE, zm. 2980 TE)      | Fosco Baggins (ur. 2864 TE, zm. 2960 TE)       |
| Frodo Baggins (ur. 2968 TE, zm. po 3021 TE) | Drogo Baggins (ur. 2908 TE, zm. 2980 TE)      | Ruby Bolger (ur. 2864 TE)                      |
| Frodo Baggins (ur. 2968 TE, zm. po 3021 TE) | Primula Brandybuck (ur. 2920 TE, zm. 2980 TE) | Gorbadok Brandybuck (ur. 2860 TE, zm. 2963 TE) |
| Frodo Baggins (ur. 2968 TE, zm. po 3021 TE) | Primula Brandybuck (ur. 2920 TE, zm. 2980 TE) | Mirabella Tuk (ur. 2860 TE, zm. 2960 TE)       |

## Historia postaci
Frodo jako postać pojawił się dopiero w trzecim szkicu pierwszego rozdziału Drużyny Pierścienia; nazywał się wówczas Bingo Baggins i był synem Bilbo Bagginsa oraz Primuli Brandybuck. W czwartym szkicu stał się z kolei Bingo Bolger-Bagginsem, synem Rollo Bolgera oraz Primuli Brandybuck. Imię Frodo było wówczas przypisane postaci, która później stała się Pippinem.

### Imię
Tolkien wskazał, że podstawą dla imienia hobbita było staroangielskie imię Fróda, wywodzące się od słowa frod, oznaczające mądrość i doświadczenie. Frodo Baggins miało być angielskim tłumaczeniem imienia i nazwiska, zapisanego we wspólnej mowie jako Maura Labingi.
Tom Shippey, badacz twórczości Tolkiena, zwrócił także uwagę na podobieństwo z imieniem króla Fróði (władcy pojawiającego się w takich tekstach jak Beowulf, Edda młodsza czy Gesta Danorum).

### W twórczości Tolkiena

#### Silmarillion
W rozdziale Pierścienie Władzy i Trzecia Era pojawia się wzmianka na temat Frodo:
Jak powiadają, Niziołek Frodo na prośbę Mithrandira wziął na swe barki brzemię i w towarzystwie jednego tylko sługi przeszedł bardzo długą drogę wśród niebezpieczeństw i ciemności. W końcu na przekór Sauronowi dotarł do Góry Przeznaczenia i wrzucił Wielki Pierścień w ten sam ogień, w którym go niegdyś wykuto.

#### Niedokończone opowieści
Frodo pojawia się w następujących rozdziałach trzeciej części Niedokończonych opowieści:
- Wyprawa do Ereboru – Frodo jest narratorem, notującym opowieść Gandalfa o kulisach wyprawy do Ereboru[34],
- Poszukiwania Pierścienia – wersja A tekstu opisana jest jako relacja z opowieści, którą Frodo usłyszał od Gandalfa[35].

#### Przygody Toma Bombadila
Jednym z wierszy, opublikowanych w zbiorze, jest Morski dzwon (ang. Sea-Bell or Frodos Dreme) z 1934 r. Jego podmiot liryczny podróżuje za morze i próbuje bezskutecznie nawiązać kontakt z mieszkańcami nowo odkrytego lądu. Po powrocie do ojczyzny bohater przekonuje się, że jego współmieszkańcy, niegdyś mu bliscy, stali się dla niego obcy. W ocenie Verlyn Flieger (badaczki twórczości Tolkiena) wiersz ten należy wiązać ze snami, jakich Frodo doświadczał po powrocie do Shire po Wojnie o Pierścień, gdy stwierdził, że nie jest w stanie wrócić do dawnego życia.

#### Bilbo’s Last Song
Frodo pojawia się w poemacie z 1974 r. pt. Bilbo’s Last Song (pol. Ostatnia piosenka Bilba) jako jedna z osób, które – w towarzystwie Bilba – opuszczają Śródziemie na pokładzie statku, odpływającego z Szarych Przystani.

## Opis postaci
W Drużynie Pierścienia znajduje się scena, w której Barliman Butterbur z gospody Pod rozbrykanym kucykiem przypomina sobie opis Frodo, pozostawiony mu przez Gandalfa:
"Mały grubas z rumianymi policzkami (...) wszyscy hobbici są mniej więcej tacy (...) ale ten jest trochę od innych wyższy, włosy ma jaśniejsze, a w brodzie dołek; bardzo wesoły, oczy mu się śmieją."
Jeden z bohaterów wskazuje także, że Frodo bardzo przypominał Bilba, nie tylko z wyglądu.

## Interpretacja postaci

### Archetyp bohatera

Postacie z Władcy Pierścieni jako archetypy w rozumieniu Carla Junga (w interpretacji Patricka Granta).

Patrick Grant, uczony specjalizujący się w literaturze renesansu, rozpatrywał postacie z Władcy Pierścieni, posługując się pojęciami z psychologii analitycznej Carla Gustava Junga.
W ocenie Granta Frodo reprezentuje archetyp bohatera podobnego do dziecka (w opozycji do Aragona jako bohatera – szlachetnej i potężnej postaci). Animą (kobiecym aspektem psychiki) Frodo jest Galadriela, a cieniem (uosobieniem zwierzęcych popędów) – Gollum. Podróż hobbita, mająca na celu zniszczenie Pierścienia, symbolizuje proces indywiduacji.

### Figura Chrystusa
Tolkien opisywał Władcę Pierścieni jako fundamentalnie religijne i chrześcijańskie dzieło. Nie jest ono jednak alegorią chrześcijaństwa; w świecie Tolkiena nie istnieje np. jedna postać, której można byłoby przypisać cechy Jezusa jako zbawiciela (porównywanej chociażby z Aslanem z Opowieści z Narnii Lewisa). W ocenie pisarza i publisty Petera Kreefta rola ta została natomiast rozdzielona między trzy osoby, które wypełniają potrójny urząd (łac. munus triplex) Chrystusa jako króla, kapłana i proroka.
Kreeft (podobnie jak brytyjski pisarz Joseph Pearce i inni badacze twórczości Tolkiena) uznali Frodo za figurę Chrystusa jako kapłana. W ich interpretacji podróż Frodo na Orodruinę w towarzystwie Sama przypomina drogę krzyżową Jezusa, któremu pomagał Szymon z Cyreny. Hobbit doświadczył także na Wichrowym Czubie symbolicznej śmierci (od Noża Morgulu, z której został uleczony dzięki Elrondowi).

### Żołnierz I wojny światowej
Michael Livingston (badacz literatury średniowiecza) oraz Chris Hopkins (badacz literatury brytyjskiej) porównali życie Frodo po Wojnie o Pierścień do losu brytyjskich żołnierzy, walczących w I wojnie światowej i doświadczających tzw. shell shock (obecnie klasyfikowanego jako PTSD). Zniuansowany opis losu Frodo przypisują oni doświadczeniom samego Tolkiena, który był jednym z uczestników bitwy nad Sommą.

## Adaptacje

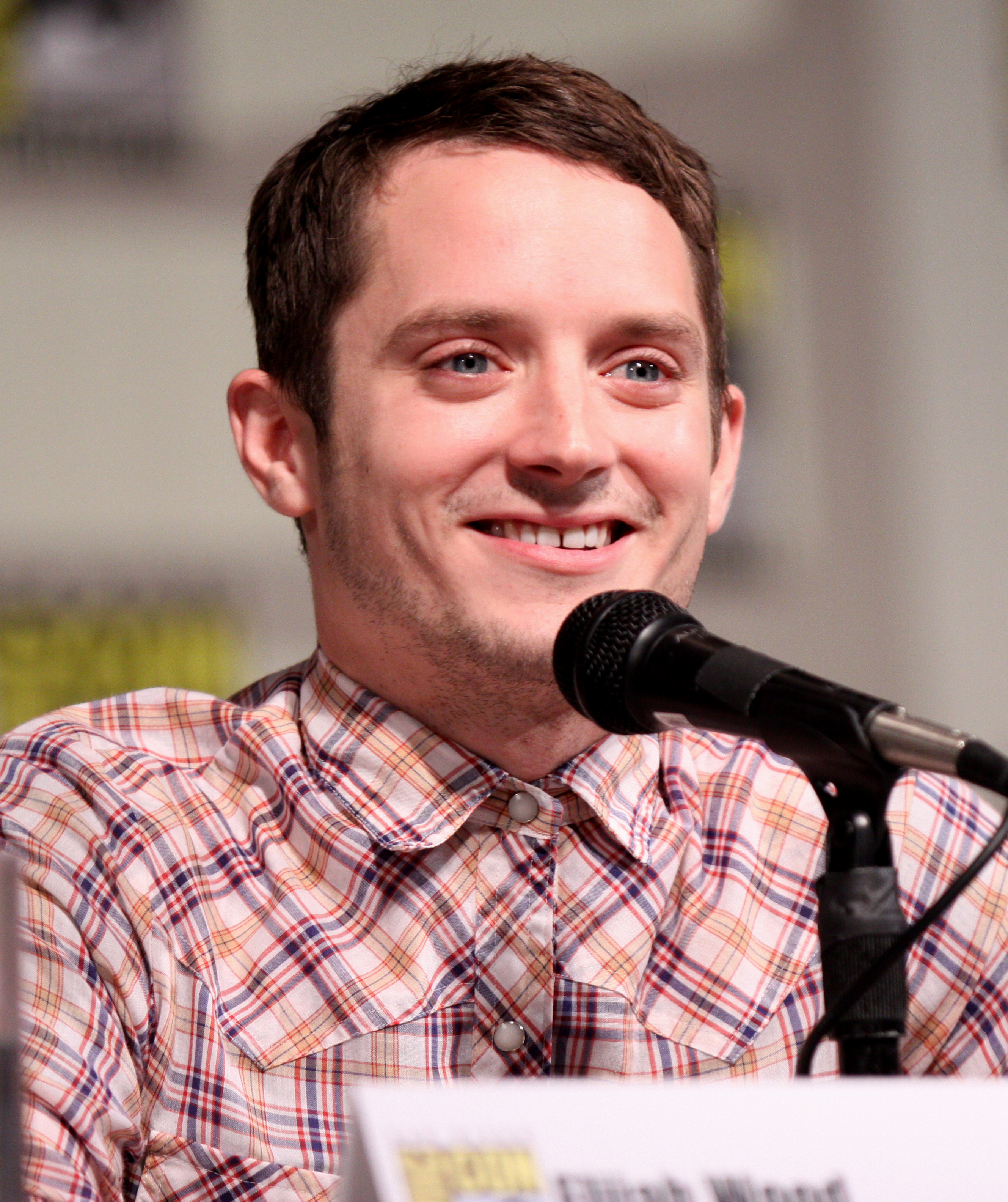
Elijah Wood grał Frodo Bagginsa w trylogii Władca Pierścieni oraz filmie Hobbit: Niezwykła podróż w reżyserii Petera Jacksona.

| Data premiery | Adaptacja                              | Aktor                                                       | Dubbing polski     |
| ------------- | -------------------------------------- | ----------------------------------------------------------- | ------------------ |
| 1978          | Władca Pierścieni                      | Christopher Guard (głos)                                    | Łukasz Lewandowski |
| 1980          | Powrót króla                           | Orson Bean (głos)                                           |                    |
| 1991          | Хранители (Chranitieli)                | Вале́рий Семёнович Дьяче́нко (Walerij Siemionowicz Diaczenko) |                    |
| 1993          | Hobitit                                | Taneli Mäkelä                                               |                    |
| 2001          | Władca Pierścieni: Drużyna Pierścienia | Elijah Wood                                                 |                    |
| 2002          | Władca Pierścieni: Dwie Wieże          | Elijah Wood                                                 |                    |
| 2003          | Władca Pierścieni: Powrót Króla        | Elijah Wood                                                 |                    |
| 2012          | Hobbit: Niezwykła podróż               | Elijah Wood                                                 | Józef Pawłowski    |

## Upamiętnienie
- Frodospira – rodzaj ślimaków morskich z rodziny Lophospiridae[51],
- Lotharingius frodoi – gatunek glonów[52],
- Macrostyphlus frodo – gatunek chrząszczy[53][54],
- Psylla frodobagginsi – gatunek pluskwiaków[55][56],
- Shireplitis frodoi – gatunek owadów z rodzaju Shireplitis[57].